# José Sanchis Grau
José (o Josep) Sanchis Grau (Valencia, 19 de junio de 1932 - id., 2 de agosto de 2011) fue un historietista español, una de las grandes figuras de la Escuela Valenciana de cómic, aunque también trabajó para Editorial Bruguera, y del cómic infantil en general. Es el creador de series como Pumby (1954) o Robín Robot (1972).

## Biografía

### Infancia y juventud
José Sanchis Grau nació en Valencia el 19 de junio de 1932. En una infancia marcada por la guerra civil española leyó historietas de Pilar Blasco, Cabrero Arnal, Alex Raymond, Harold Foster y Walt Disney. Posteriormente comenzó sus estudios de Bellas Artes en la Academia San Carlos que compaginó con el empleo de aprendiz en una joyería. Inició su carrera como dibujante con sólo dieciséis años, en 1948, publicando sus primeros chistes en el calendario Taco Myrga, y poco después comenzó a trabajar para la revista Jaimito, de Editorial Valenciana, donde desarrolló a partir de 1954 El soldadito Pepe, su primer personaje fijo.
A pesar de ser herido accidentalmente por arma de fuego en 1950, continuó dibujando para la editorial, para la revista "Cubilete" y para la prensa valenciana, dando vida a series de menor trascendencia, como El Machote, El Recluta Policarpo, Pandolfito Cebollínez, Gaspar, etc.

### Madurez
En 1954, en el número 260 de la revista Jaimito, apareció su creación más destacada, el gato Pumby, en cuya serie el autor daba rienda suelta a su fantasía, consiguiendo muy pronto conectar con el público infantil. Tanto es así que pocos meses después, el 23 de abril de 1955, se lanzó una nueva revista con el nombre del personaje, Pumby, que llegaría a superar los mil números, y en diciembre de 1959 Super Pumby, en cuyas páginas el felino se transforma en un inusual superhéroe cuyos poderes proceden de la ingestión de zumo de naranja.
Mientras, fue desarrollando nuevas series humorísticas para el semanario dirigido al público femenino Mariló como Marilín y la moda (1955) y para "Jaimito" como El capitán Mostachete (1958), Sandokancio, Miguelín y el trenecito o Don Esperpento.
A finales de los años 70 dibujó también para la Editorial Valenciana un tebeo protagonizado por el robot Mazinger Z, pero no versiones del manga original de Gō Nagai, sino continuaciones de la película taiwanesa de actores reales de 1978 "The Iron Superman", estrenada en España como "Mazinger Z, el robot de las estrellas". La revista tuvo el mismo título que la película, y fue objeto de una continuación, con historias inéditas, con el título de Nuevas aventuras de Mazinger-Z, el robot de las estrellas.
Sanchis colaboró intensamente en todas las publicaciones de Editorial Valenciana hasta su desaparición en 1984, pero esto no le impidió publicar trabajos en prensa o en revistas humorísticas de otras editoriales. Son destacables los personajes de Benjamín y su pandilla (1955) para el semanario infantil Trampolín o Robín Robot (1972), para la revista Zipi y Zape de Editorial Bruguera.
Durante esta época, algunas personas que se denominaban a sí mismos como coleccionistas se llevaron sus originales y le dejaron las reediciones.

### Trabajo posterior
Tras la crisis del tebeo infantil ocasionada por los cierres de Editorial Valenciana y Editorial Bruguera Sanchis dejó de trabajar en la historieta durante unos años, pero regresó en 1991 con la serie Miss i Fuss, els Fills de Pumbi (Miss y Fuss, los hijos de Pumby), publicada en la revista en lengua valenciana Camacuc. En 1993 publicó una historia de la Comunidad Valenciana en cómic protagonizada por Pumby, y en 1994 ilustró el Diccionario Ilustrado de la Lengua Valenciana.
En 1996 fue galardonado con el Gran Premio del Salón del Cómic de Barcelona por su larga trayectoria en el mundo del tebeo. Ese mismo año crea una nueva cabecera, una vez más basada en su más célebre personaje,Kuasar Pumby.
Tras varios juicios, se publicaron dos sentencias (la de 13 de abril de 1999, dictada por el Juzgado de Primera Instancia 16 de Valencia, en los autos de Juicio de Menor Cuantía n.º 242/98, y la de 31 de julio de 1999, dictada por el Juzgado de Primera Instancia 11 de Valencia, en el Juicio de Menor Cuantía n.º 430/98), por las cuales Sanchis obtuvo finalmente los derechos de su personaje, que retenían los herederos de Editorial Valenciana, logrando también "una indemnización por daños morales a consecuencia de la apropiación ilícita de su obra por un tercero, para destinarla a fines por el no consentidos".
Dado el tratamiento que los autores del tebeo han recibido por parte de las instituciones, el teórico Jesús Cuadrado sugirió sarcásticamente que, cuando muriera, su casa fuera demolida. Hay que notar que la misma podría servir de museo, ya que: 

[...] cada pared, recoge, muralmente y a Titanlux, a toda la tribu: Blanquita, Robín Robot, El Soldadito Pepe, Gaspar, Pumby, El Capitán Mostachete.

José Sanchis falleció en su ciudad natal el 2 de agosto de 2011, oficiándose al día siguiente su entierro en el cementerio municipal de dicha localidad.

## Valoración
En 1996 recibió el Gran Premio del Salón del Cómic de Barcelona por todo el trabajo que había hecho como historietísta, el cual ha sido estudiado posteriormente por otros jóvenes a los que ha influido. Javier Mariscal afirmó antes de su fallecimiento que Pumby era una de las mejores obras de la historieta española.

## Obra
| Años | Título                                | Tipo                                           | Publicación                        |               |
| ---- | ------------------------------------- | ---------------------------------------------- | ---------------------------------- | ------------- |
| 1948 | El Soldadito Pepe                     | Serie                                          | Taco Myrga, "Jaimito" (Valenciana) |               |
| 1948 | El Machote                            | Serie                                          | Taco Myrga, "Jaimito"              |               |
| 1948 | El Recluta Policarpo                  | Serie                                          | "Cubilete"                         |               |
| 1948 | Pandolfito Cebollínez                 | Serie                                          | "Jaimito"                          |               |
| 1948 | Gaspar                                | Serie                                          | "La Hora del Recreo"               |               |
| 1954 | Pumby                                 | Serie                                          | "Pumby" (Valenciana)               |               |
| 1958 | El Capitán Mostachete                 | Serie                                          | "Jaimito" (Valenciana)             |               |
| 1972 | Robín Robot                           | Serie                                          | "Zipi y Zape" (Bruguera)           |               |
| 1978 | Mazinger-Z, el robot de las estrellas | Serial, con guiones suyos y de Federico Amorós | Valenciana                         | SUPERSONICMAN |